# Хронологія рекордів України з шосейної спортивної ходьби на 50 кілометрів серед чоловіків
Рекорди України зі спортивної ходьби на 50 кілометрів визнаються Федерацією легкої атлетики України з-поміж результатів, показаних українськими легкоатлетами на шосейній трасі, за умови дотримання встановлених вимог.

## Хронологія рекордів

### Національні досягнення
Найкращі результати у дисципліні спочатку формально не визнавались національними рекордами, а в статистичних цілях іменувались вищими національними досягненнями.
| | Час     | Команда               | Місто змагань | Дата змагань | Примітки | Відео |
| --- | ------- | --------------------- | ------------- | ------------ | -------- | ----- |
| | 3:48.19 | Петро Мельник Львів   | Москва        | 27.07.1979   |          |       |
| |         |                       |               |              |          |       |
| | 3:37.36 | Борис Яковлев Київ    | Москва        | 23.05.1980   |          |       |
| До 1997 цей результат вважався національним рекордом, але після того був виключений зі статистичних довідників внаслідок виявлення того, що довжина траси була коротшою за стандартну (50 км) |         |                       |               |              |          |       |
| | 3:47.59 | Віктор Чернов Житомир | Черкаси       | 08.10.1982   |          |       |
| |         |                       |               |              |          |       |
| | 3:45.51 | Сергій Процишин Львів | Штутгарт      | 31.08.1986   |          |       |
| |         |                       |               |              |          |       |
| | 3:43.57 | Віталій Попович Київ  | Ленінград     | 05.08.1989   |          |       |
| |         |                       |               |              |          |       |

### Національні рекорди
Першим вітчизняним рекордом, офіційно визнаним національною федерацією, став результат Борис Яковлева. До 1997 він вважався національним рекордом, але після того був виключений зі статистичних довідників внаслідок виявлення того, що довжина траси була коротшою за стандартну (50 км). У зв'язку з цим рекордним відтоді став вважатись результат Віталія Поповича (3:43.57), показаний в 1989.
|                                          | Час     | Команда                   | Місто змагань | Дата змагань | Примітки | Відео |
| ---------------------------------------- | ------- | ------------------------- | ------------- | ------------ | -------- | ----- |
|                                          | 3:37.36 | Борис Яковлев Київ        | Москва        | 23.05.1980   |          |       |
|                                          |         |                           |               |              |          |       |
| 1                                        | 3:43.57 | Віталій Попович Київ      | Ленінград     | 05.08.1989   |          |       |
|                                          |         |                           |               |              |          |       |
| 2                                        | 3:40.39 | Ігор Главан Київська обл. | Москва        | 14.08.2013   |          |       |
|                                          |         |                           |               |              |          |       |
| 11 років, 215 днів від дати встановлення |         |                           |               |              |          |       |